# Tucídides (político)
Para el homónimo historiador, véase Tucídides.
Tucídides (en griego: Θουκυδίδης) fue un político destacado de Atenas durante el periodo llamado siglo de Pericles (siglo V a. C.), que llegó a dirigir la facción conservadora o aristocrática, opuesta a la facción popular o democrática de Pericles.

## Biografía
Hijo de Melesias, nació en el antiguo demo ateniense de Alopece (Αλωπεκή), sin que se conozca la fecha exacta. Su familia, noble, estaba emparentada con Cimón, el carismático general y líder del partido aristócrata. Tras la muerte de Cimón le sucedió en el liderazgo de esa facción y decidió emprender una oposición vehemente contra el arconte Pericles.
Donald Kagan ha identificado al partido de Tucídides con los puntos de vista expresados por el escritor conocido como "Pseudo-Jenofonte" o "el viejo oligarca" en su Constitución de los atenienses, que algunos creen ser obra del mismo Tucídides. Kagan cree que el último objetivo de Tucídides, que no podría exponer abiertamente para no detraerse el apoyo de la mayoría prodemocrática en la Asamblea, era revertir los cambios constitucionales de Efialtes, reinstaurando el gobierno aristocrático y conservador de la época de Cimón.
La mayor influencia de Tucídides en la política ateniense se alcanzó al final de la Primera guerra del Peloponeso y la reorganización del imperio ateniense a comienzos de la década del 440 a. C. Tucídides desarrolló una nueva y efectiva táctica política consistente en hacer sentarse juntos a sus partidarios en la Asamblea, aumentando así la apariencia de sus efectivos y dándoles una voz unificada. Kagan argumenta que esta táctica ayudó a Tucídides a coordinar una oposición concertada a Pericles que acabó por abrir diferencias ideológicas entre los partidarios de este.
En el año 444 a. C., ambos partidos se enzarzaron en una feroz batalla. Tucídides, flamante líder de los aristócratas, acusó a Pericles, líder de los demócratas, de gastar pródigamente los fondos de la Liga de Delos en su ambicioso plan de construcciones en la Acrópolis. Tucídides logró excitar las pasiones de la Asamblea en su favor, pero cuando llegó el turno de Pericles, este propuso pagar toda la obra de su cuenta, si a cambio los edificios pasaran a su propiedad y no a la de Atenas. Con ese golpe de efecto logró poner de su lado las simpatías de la mayoría de la Asamblea y Tucídides sufrió una inesperada derrota de manos de tan carismático orador. A resultas de su fracaso, Tucídides fue condenado al ostracismo por diez años, en 442 a. C.]], y Pericles pudo una vez más permanecer al frente de la política ateniense. Plutarco relata que, cuando Arquidamo II, el rey de Esparta, preguntó a Tucídides quién era mejor luchador, si Pericles o él mismo, este respondió sin alterarse que su enemigo, ya que, aunque fuera derrotado, se las arreglaría para convencer al público que había sido él quien venció.
Tras su ostracismo, Tucídides pudo viajar a Síbaris, ciudad de la Magna Grecia en el Golfo de Tarento, Italia, o bien a Egina, pero no se ha confirmado.
En su periodo de actividad política en Atenas, se dice que Tucídides también acusó al filósofo Anaxágoras (amigo personal de Pericles) de ateísmo y simpatizar con los persas.